# Henry Wainwright
Henry Wainwright (12. července 1832 – 21. prosince 1875) byl britský vrah.
Wainwright byl vyráběč štětců, který v září roku 1874 zabil slečnu Harriet Louisu Lane a pohřbil její tělo pod skladem, který vlastnil. Když následujícího roku vyhlásil bankrot, vykopal v září roku 1875 její tělo a za pomoci svého bratra a dalšího vyráběče štětců Alfreda Stokese ji znovu pohřbil. Stokes byl podezřívavý a jeden z balíků, ve kterých se části těla nacházely, otevřel. Vše okamžitě nahlásil policii. Henry a jeho bratr Thomas byli souzeni v Old Bailey a byli shledáni vinnými; Henry za vraždu a Thomas za spolupráci a neohlášení skutečnosti. Henry byl odsouzen k smrti a dne 21. prosince 1875 byl popraven oběšením.